# Giuseppe Valdengo
Giuseppe Valdengo (ur. 24 maja 1914 w Turynie, zm. 3 października 2007 w Aoście) – włoski śpiewak operowy, baryton.

## Życiorys
Początkowo uczył się gry na skrzypcach i wiolonczeli w konserwatorium w Turynie. Następnie za namową Franca Alfana podjął naukę śpiewu u Michele Accoriuttiego. Zadebiutował w 1936 roku w Parmie jako Figaro w Cyruliku sewilskim Gioacchino Rossiniego. W 1938 roku wystąpił w mediolańskiej La Scali jako Piotr w Jasiu i Małgosi Engelberta Humperdincka. Po wybuchu II wojny światowej był oboistą w orkiestrze wojskowej, następnie wrócił na scenę operową. W 1947 roku jako Tonio w Pajacach Ruggera Leonvacalla debiutował w nowojorskiej Metropolitan Opera, z którą związany był do 1954 roku. Współpracował z Arturo Toscaninim, który powierzył mu partię Jagona w nagraniu fonograficznym Otella Giuseppe Verdiego (1947), a następnie Amonastra w radiowej realizacji Aidy (1949) i tytułową rolę w nagraniu Falstaffa (1950). W 1954 roku śpiewał partię Falstaffa pod batutą Toscaniniego na otwarciu Piccola Scala w Mediolanie. W 1956 roku osiadł we Włoszech, w 1966 roku zakończył karierę sceniczną.
Zagrał rolę Antonio Scottiego w filmie The Great Caruso. Opublikował wspomnienia Ho cantato con Toscanini (wyd. Como 1962).